# Nachwahl
Eine Nachwahl bezeichnet eine Wahl in einem Teilgebiet (typischerweise einem Wahlkreis) zu einem späteren Zeitpunkt oder mit anderem Zeitplan als die Hauptwahl.

## Allgemeines
Eine Nachwahl kann aus verschiedenen Gründen notwendig werden. Der international häufigste Fall besteht darin, dass während der Legislaturperiode ein Abgeordneter stirbt, zurücktritt oder aus anderen Gründen sein Mandat nicht mehr wahrnehmen kann. Diese Wahl heißt im deutschen Bundestagswahlrecht seit 1953 nicht mehr Nachwahl, sondern Ersatzwahl, und findet nur dann statt, wenn der Abgeordnete nicht für eine Partei gewählt wurde, die auch mit einer Liste an der Wahl teilgenommen hatte (§ 48(2) Bundeswahlgesetz); seit 1953 gab es allerdings keinen einzigen solchen unabhängig gewählten Abgeordneten und damit noch nie eine Ersatzwahl. Andernfalls wird der Sitz mit einem Nachrücker der Parteiliste besetzt; ist diese erschöpft, wird der Sitz nicht neu besetzt (§ 48(1) Bundeswahlgesetz).
Andere Regelungen sind auch möglich, in Tasmanien etwa werden die Stimmen der letzten Wahl neu ausgezählt, wobei die auf den ausgeschiedenen Abgeordneten entfallenen Stimmen nicht berücksichtigt werden.
In den meisten Ländern mit Mehrheitswahlrecht werden freigewordene Sitze jedoch durch Nachwahl wieder besetzt. Solche Wahlen gelten oft als unwichtig, da sie meist keine Verschiebung der Mehrheitsverhältnisse bringen. Überörtliche Bedeutung wird ihnen von denen beigemessen, die sie als Testwahl zwischen den normalen Wahlen sehen. Bei knappen Mehrheitsverhältnissen oder wenn mehrere freie Sitze gleichzeitig neu zu besetzen sind, kann aber auch eine Nachwahl entscheidend sein. So fanden 1978 in Kanada 15 Nachwahlen an einem einzigen Tag statt, eine Miniwahl, die ein großes Medienecho fand.
Nachwahlen werden nur dann abgehalten, wenn die nächste allgemeine Wahl nicht allzu bald zu erwarten ist. Diese Frist beträgt in vielen Staaten, so auch in Deutschland, sechs Monate. Ist die nächste allgemeine Wahl früher angesetzt, so bleibt der Sitz solange frei.
Sitze, die per Nachwahl besetzt wurden, haben meist eine verkürzte Legislaturperiode, damit die nächste Wahl wieder mit den allgemeinen Wahlen zusammenfällt. Das gilt nicht für nachgewählte Bürgermeister oder Landräte in Bayern: Sie werden für die volle Amtszeit gewählt, wodurch in den betroffenen Gemeinden alle folgenden Wahlen später als die allgemeinen Kommunalwahlen stattfinden.

## Beispiele nach Staat

### Deutschland

#### Deutscher Bundestag
Nach § 43 Bundeswahlgesetz findet in zwei Fällen eine Nachwahl statt:
1. Wenn in einem Wahlkreis oder Wahlbezirk die Wahl nicht durchgeführt worden ist,
2. Wenn ein Wahlkreisbewerber, also ein Direktkandidat, nach der Zulassung des Wahlvorschlags, aber vor Durchführung der Wahl stirbt.

Im ersten Fall hat die Wahl spätestens drei Wochen, im zweiten Fall spätestens sechs Wochen nach der Hauptwahl stattzufinden. Damit unterscheidet sich die Regelung für Bundestagswahlen beispielsweise von der in Bayern, dort bleibt auch ein toter Direktkandidat wählbar; wird er gewählt, rückt der nächste auf der Liste für ihn nach.
Eine solche Nachwahl kann sogar am gleichen Tag stattfinden wie die normale Wahl, wenn nämlich zwischen dem Tod des Kandidaten und dem Wahltag genügend Zeit für den ordnungsgemäßen Ablauf bleibt.
Bei bisher fünf Bundestagswahlen kam es zu solchen Nachwahlen:
| Hauptwahl  | Nachwahl   | Wahlkreis           | Grund | siegreiche Partei |
| ---------- | ---------- | ------------------- | --- | ----------------- |
| 17.09.1961 | 01.10.1961 | 151 Cochem          | Tod des Kandidaten Fritz Klein (SPD)                                                                                      | CDU               |
| 19.09.1965 | 03.10.1965 | 135 Obertaunuskreis | Tod des Kandidaten Erich Henz (AUD)                                                                                       | CDU               |
| 19.09.1965 | 03.10.1965 | 236 Schweinfurt     | Tod des Kandidaten Ernst Meier (DFU)                                                                                      | CSU               |
| 25.01.1987 | 01.02.1987 | 141 Groß-Gerau      | Zerstörung der Wahlurne am Wahltag um 17:45 Uhr durch acht schwarz gekleidete Unbekannte mit Hilfe eines Molotowcocktails | CDU               |
| 22.09.2002 | 22.09.2002 | 295 Sigmaringen     | Tod des Kandidaten Dietmar Schlee (CDU)                                                                                   | CDU               |
| 22.09.2002 | 22.09.2002 | 230 Passau          | Tod des Kandidaten Maic-Roland Muth (PDS)                                                                                 | CSU               |
| 18.09.2005 | 02.10.2005 | 160 Dresden I       | Tod der Kandidatin Kerstin Lorenz (NPD)                                                                                   | CDU               |

#### Erster Deutscher Bundestag
Im ersten Deutschen Bundestag gab es nach § 15 a.F. des Wahlgesetzes zum ersten Bundestag vierzehn Nachwahlen für während der Legislaturperiode ausgeschiedene Abgeordnete. Das Wahlgesetz wurde im Januar 1953 geändert und durch die nun übliche Nachrückregelung ersetzt.
| Nachwahl   | Wahlkreis                          | bisher gewählter MdB      | Grund der Nachwahl                                  | neu gewählter MdB        |
| ---------- | ---------------------------------- | ------------------------- | --------------------------------------------------- | ------------------------ |
| 14.05.1950 | 29 Kulmbach                        | Friedrich Schönauer (SPD) | Tod des MdB am 2. April 1950                        | Johannes Semler (CSU)    |
| 19.11.1950 | 63 Arnsberg – Soest                | Heinrich Lübke (CDU)      | Landesminister, am 29. September 1950 ausgeschieden | Ernst Majonica (CDU)     |
| 11.03.1951 | 2 Kassel                           | Georg-August Zinn (SPD)   | Ministerpräsident, am 21. Januar 1951 ausgeschieden | Ludwig Preller (SPD)     |
| 15.04.1951 | 1 Hofgeismar – Waldeck – Wolfhagen | Karl Rüdiger (FDP)        | Tod des MdB am 20. Februar 1951                     | Hans Merten (SPD)        |
| 06.05.1951 | 18 Hannover-Nord                   | Bruno Leddin (SPD)        | Tod des MdB am 25. März 1951                        | Egon Franke (SPD)        |
| 27.05.1951 | 44 Donauwörth                      | Martin Loibl (CSU)        | Tod des MdB am 16. April 1951                       | Wilhelm Niklas (CSU)     |
| 23.09.1951 | 12 Neustadt an der Weinstraße      | Ernst Roth (SPD)          | Tod des MdB am 14. Mai 1951                         | Willy Odenthal (SPD)     |
| 02.12.1951 | 33 Nürnberg – Fürth                | Wilhelm Fischer (SPD)     | Tod des MdB am 21. Oktober 1951                     | Johann Segitz (SPD)      |
| 16.03.1952 | 31 Harz                            | Hermann Stopperich (SPD)  | Tod des MdB am 6. Januar 1952                       | Hans-Joachim Fricke (DP) |
| 30.03.1952 | 4 Heilbronn                        | Georg Kohl (FDP)          | Tod des MdB am 31. Januar 1952                      | Adolf Mauk (FDP)         |
| 04.05.1952 | 11 Friedberg – Büdingen            | Wilhelm Knothe (SPD)      | Tod des MdB am 20. Februar 1952                     | Kurt Moosdorf (SPD)      |
| 04.05.1952 | 10 Segeberg – Neumünster           | Carl Schröter (CDU)       | Tod des MdB am 25. Februar 1952                     | Walter Bartram (CDU)     |
| 18.05.1952 | 3 Bremerhaven – Bremen-Nord        | Bernhard Lohmüller (SPD)  | Tod des MdB am 2. März 1952                         | Philipp Wehr (SPD)       |
| 09.11.1952 | 19 Hannover-Süd                    | Kurt Schumacher (SPD)     | Tod des MdB am 20. August 1952                      | Ernst Winter (SPD)       |

### Schweiz

#### Bundesrat
Um Vakanzen im Bundesrat zu decken, finden jeweils Ersatzwahlen statt.

#### Ständerat
In der Schweiz ist der Fall von Simon Stocker bekannt. Dieser wurde bei den Schweizer Parlamentswahlen 2023 für den Kanton Schaffhausen in den Ständerat gewählt. Am 24. März 2025 wurde Stockers Wahl vom Bundesgericht aufgehoben, da sein Lebensmittelpunkt zum Zeitpunkt der Wahl nicht im Kanton Schaffhausen war. Über den vakanten Ständeratssitz wird in einer Neuwahl entschieden, voraussichtlich am 29. Juni 2025. Stocker gab bereits seine Kandidatur bekannt.

### Namibia
In Namibia finden Nachwahlen (englisch by-elections) für das Amt des Staatspräsidenten (bisher in der Geschichte nicht vorgekommen) sowie regionaler und kommunaler Ebene statt. Sie müssen binnen drei Monaten nach Vakanz eines Sitzes abgehalten werden.

### Vereinigtes Königreich
Zwischen 1708 und 1926 war im Vereinigten Königreich eine „ministeriale Nachwahl“ (englisch ministerial by-election) üblich, wann immer ein Parlamentsmitglied ein Amt in der Exekutive (typischerweise ein Ministeramt) annahm. In diesem Fall musste der frisch ernannte Parlamentarier das Amt niederlegen und es, falls eine fortgesetzte Teilnahme am Unterhaus gewünscht war, erneut in der Nachwahl gewinnen. Als zum Beispiel Winston Churchill im Jahr 1917 zum Minister of Munitions ernannt wurde, musste er im Wahlkreis Dundee gegen Edwin Scrymgeour am 30. Juli 1917 zur Nachwahl antreten, die er mit 78,2 % der Stimmen gewann. Üblicherweise war die ministeriale Nachwahl ein Selbstläufer und der Ex-Parlamentarier konnte seinen Posten wieder beziehen, jedoch gab es auch Ausnahmen: Winston Churchill musste am 24. April 1908 nach seiner Ernennung zum Präsidenten des Board of Trade eine ministeriale Nachwahl im Wahlkreis Manchester–Nordwest austragen, die er mit 46,7 % der Stimmen gegen seinen konservativen Herausforderer William Joynson-Hicks (50,7 %) verlor. Dadurch schied Churchill kurzzeitig aus dem Parlament aus, bis seine Liberale Partei ihn in der eigenen Hochburg Dundee aufstellte, um ihm den Wiedereinzug ins Unterhaus zu ermöglichen.
Das britische System fand in einigen Staaten des British Commonwealth Anwendung, so etwa in Australien und Kanada. In der Südafrikanischen Union, Neuseeland und Südrhodesien wurde das Konzept der ministerialen Nachwahl nicht übernommen.